# Diffuser Nebel

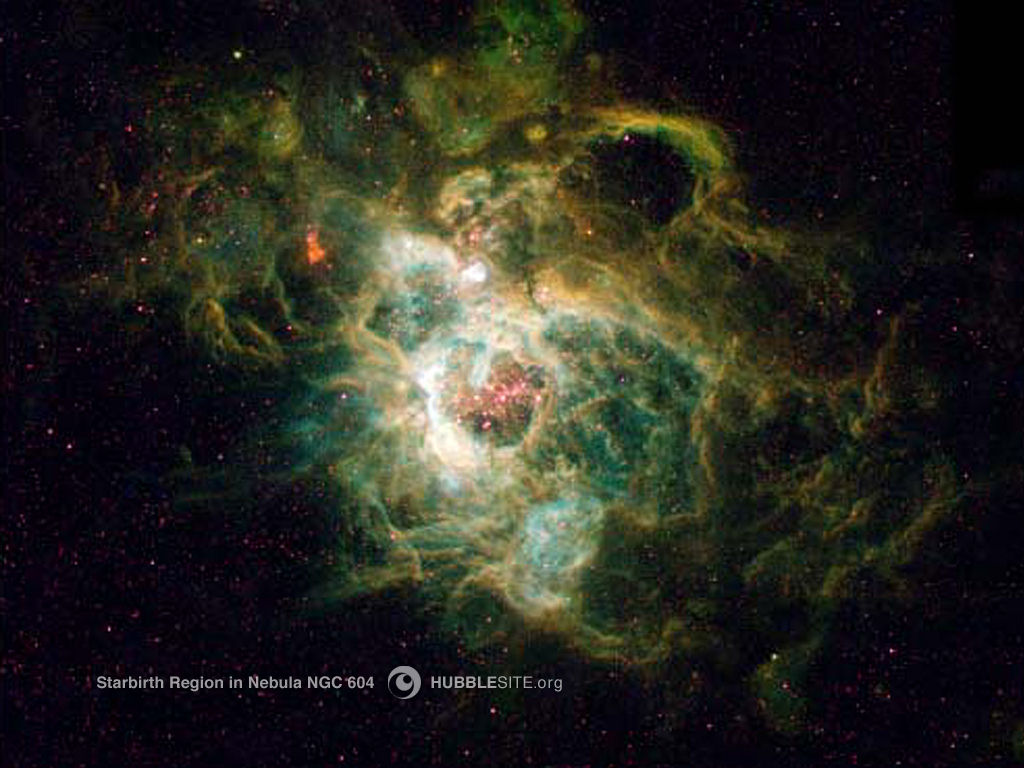
NGC 604, ein Emissionsnebel

Diffuse Nebel sind Wolken aus interstellarer Materie, also dünne und weitverstreute Ansammlungen von Gas und Staub. Im Gegensatz zu den planetarischen Nebeln sind diffuse Nebel unregelmäßig geformt und werden nicht zwangsläufig durch einen, sondern meist durch mehrere Sterne zum Leuchten bzw. zum Reflektieren angeregt. Diffuse Nebel selbst (ohne ihre Sterne) können bis zu 100.000 Sonnenmassen an Materie enthalten.
Wenn diffuse Nebel groß und massereich genug sind, sind sie häufig Sternentstehungsorte und erzeugen große Sternassoziationen oder Sternhaufen.
- Einige dieser jungen Sterne sind oft sehr massereich und so heiß, dass ihre hohe Strahlungsenergie das umgebende Gas des Nebels (zumeist Wasserstoff) zum Leuchten anregen kann. Solche Nebel werden Emissionsnebel genannt.
- Sind die Sterne nicht heiß genug, so wird ihr Licht vom Staub der Umgebung reflektiert und kann als weiß oder blau leuchtender Reflexionsnebel beobachtet werden.

Der wohl bekannteste und hellste diffuse Nebel ist der Orion-Nebel (M 42), ein Emissionsnebel.